# Mesegar de Tajo
Mesegar de Tajo település Spanyolországban, Toledo tartományban. Mesegar de Tajo El Carpio de Tajo, Malpica de Tajo, Cebolla, Erustes, Carriches és La Mata községekkel határos. Lakosainak száma 200 fő (2024).

## Népesség
A település népessége az utóbbi években az alábbiak szerint változott:
| Lakosok száma | 232  | 220  | 248  | 253  | 237  | 225  | 228  | 214  | 203  | 200  |
|               | 2001 | 2004 | 2007 | 2009 | 2012 | 2014 | 2017 | 2019 | 2022 | 2024 |